# マティアス・アレハンドロ・ガラルサ
マティアス・アレハンドロ・ガラルサ（Matías Alejandro Galarza, 2002年3月4日 - ）は、アルゼンチン・ブエノスアイレス州サン・イシドロ出身のプロサッカー選手。ベルギー・ファースト・ディビジョンA・KRCヘンク所属。ポジションはMF。

## クラブ経歴
2021年にアルヘンティノス・ジュニアーズとトップチームに昇格。同年12月11日のCAサルミエント戦で、前半36分に起用され、プロデビュー。翌2022年2月15日のニューウェルス・オールドボーイズ戦では、後半18分にプロ初ゴールを記録。同年シーズンは途中まで23試合に起用されるなど、主力選手に成長した。
2022年8月10日、KRCヘンクと4年契約と結んだ。